# إريك بلومكفيست (منافس ألعاب قوى)
إريك بلومكفيست (بالسويدية: Erik Blomqvist)‏ هو منافس ألعاب قوى سويدي، ولد في 4 نوفمبر 1896 في ستوكهولم في السويد، وتوفي في 14 يناير 1967.

## وصلات خارجية
- إريك بلومكفيست على موقع أوليمبيديا (الإنجليزية)
- إريك بلومكفيست على موقع اللجنة الأولمبية السويدية (السويدية)